# Дриймуъркс Пикчърс
Дриймуъркс Пикчърс (известен също като Дриймуъркс Ес Кей Джи и преди Дриймуъркс Студиос, обикновено наричан като Дриймуъркс) е щатски етикет за филмово разпространение от Amblin Partners. Официално е открит на 12 октомври 1994 г. като студио за игрални филми, от Стивън Спилбърг, Джефри Каценберг и Дейвид Гефен, които заедно са в отдела на SKG, от които притежаваха 72 процента. Преди това студиото разпространяваше свои собствени филми и филми на трите страни. Той е продуцирал или разпространил повече от десет филма с приходи от над 100 млн. щатски долара.
През декември 2005 г., собствениците се съгласиха да продадат студиото на Виаком, който е собственост на Парамаунт Пикчърс. Продажбата е завършена през февруари 2006 г. (тази вечер е сега преименувана от DW Studios). През 2008 г. DreamWorks обяви да приключи партньорството си с Парамаунт и направи сделка да продуцира филми с Reliance Anil Dhirubhai Ambani Group в Индия, който пресъздава компанията като независим субект. Следващата година, DreamWorks сключи договор за разпространение с Уолт Дисни Студиос Моушън Пикчърс, където Дисни разпространява филмите на DreamWorks чрез Touchstone Pictures до 2016 г. След 2016 г., Universal Pictures разпространява филмите, които са продуцирани от DreamWorks Pictures.
Дриймуъркс е също по-различен от бившото си анимационно разпределение – DreamWorks Animation, в който е отделен през 2004 г. и става дъщерна компания на NBCUniversal през 2016 г. Компанията на Спилбърг да използва оригиналните търговски марки на DreamWorks под лиценза на DreamWorks Animation.

## Филмография

### Основни собственици и разпространители
- Парамаунт Пикчърс (от 2006 г.)
- Уолт Дисни Студиос Моушън Пикчърс (от 2011 г.)
- Юнивърсъл Пикчърс (от 2016 г.)